# Aleksy (Jelisiejew)
Aleksy, imię świeckie Aleksandr Jemieljanowicz Jelisiejew (ur. 3 maja 1969 we wsi Iwanowskoje w obwodzie tambowskim) – rosyjski biskup prawosławny.

## Życiorys
W 1990 ukończył studia na wydziale agronomicznym Instytutu Warzywnictwa w Miczuryńsku (obecnie Miczuryński Państwowy Uniwersytet Rolniczy). Do 1995 pracował jako główny agronom w przedsiębiorstwach państwowych i prywatnych oraz główny rejonowy specjalista ds. rolnictwa, nadzorując winnicę o powierzchni kilku tysięcy hektarów.
W połowie lat 90. przyjechał na Wałaam, by pomóc mnichom w rewitalizacji klasztornego ogrodu. Przyjął chrzest i postanowił zostać w monasterze na stałe. W 1996 wstąpił do Monasteru Wałaamskiego, gdzie powierzono mu obowiązki klasztornego agromoma. Zajął się odnową niegdyś słynnych klasztornych ogrodów, które w okresie radzieckim uległy całkowitemu zniszczeniu. W 2000 przed namiestnikiem Monasteru Wałaamskiego, archimandrytą Pankracym (Żerdiewem) złożył wieczyste śluby mnisze z imieniem Aleksy, na cześć św. Aleksego, metropolity kijowskiego i całej Rusi.
W lutym 2003 r. został przeniesiony do filii Monasteru Wałaamskiego w Petersburgu jako zastępca igumena Monasteru Wałaamskiego odpowiedzialny za gospodarowanie gruntami i sprawy własności. Jednocześnie organizował obozy młodzieżowe „Syndesmos”, obozy dla wolontariuszy, a także prowadził katechezy dla poborowych w jednostkach wojskowych na terenie Karelii. 27 lutego 2005 został przez arcybiskupa pietrozawodzkiego i karelskiego Manuela wyświęcony na hierodiakona. W latach 2005–2010 na terenie filii Monastyru Wałaamskiego w Petersburgu prowadził kursy katechetyczne dla parafian. 
W 2009 ukończył seminarium duchowne w Kostromie, broniąc pracy dyplomowej nt. historii swojego monasteru w latach 1900–1940. 7 kwietnia 2010 biskup troicki Pankracy wyświęcił go na hieromnicha.
30 czerwca 2010 przeniesiony do monasteru Świętej Trójcy w Hebronie, gdzie pełnił posługę kapłańską w placówce filialnej Świętych Abrahama i Sary. W latach 2010–2016 działał w rosyjskiej misji prawosławnej w Jerozolimie – nadzorował jej placówkę w Jerychu oraz czasowo pełnił posługę w placówce w Jafie. Zajmował się tworzeniem ogrodu biblijnych roślin, który miał obejmować ponad 120 gatunków roślin, wymienionych w Starym i Nowym Testamencie. Prowadził prace nad ochroną dębu Abrahama przed gniciem.
27 grudnia 2016 na mocy postanowienia Świętego Synodu Rosyjskiego Kościoła Prawosławnego został wybrany na biskupa galickiego i makariewskiego. Następnego dnia otrzymał godność archimandryty. Chirotonia biskupia odbyła się 15 lutego 2017 w cerkwi św. Serafina z Sarowa w rejonie Rajewo w Moskwie, pod przewodnictwem patriarchy moskiewskiego i całej Rusi Cyryla.